# Championnats du monde de duathlon longue distance 2014
Navigation
Édition précédente Édition suivante
Les championnats du monde de duathlon longue distance 2014 sont organisés par la fédération internationale de triathlon. Ils  se sont déroulés à Zofingen en Suisse le 7 septembre 2014. C'est l'épreuve longue distance du Powerman Duathlon qui sert de support à ce championnat du monde.

## Distances parcourues
| Distances course (kilomètres) | Distances course (kilomètres) | Distances course (kilomètres) |
| Course à pied                 | Cyclisme                      | Course à pied                 |
| ----------------------------- | ----------------------------- | ----------------------------- |
| 10                            | 150                           | 30                            |

## Résultats Élite
| Rang               | Athlète         | Pays     | Temps           |
| ------------------ | --------------- | -------- | --------------- |
| Médaille d'or      | Gaël Le Bellec  | France   | 6 h 21 min 45 s |
| Médaille d'argent  | Yannick Cadalen | France   | 6 h 26 min 5 s  |
| Médaille de bronze | Søren Bystrup   | Danemark | 6 h 27 min 44 s |

| Rang               | Athlète      | Pays        | Temps           |
| ------------------ | ------------ | ----------- | --------------- |
| Médaille d'or      | Emma Pooley  | Royaume-Uni | 6 h 47 min 27 s |
| Médaille d'argent  | Eva Nyström  | Suède       | 7 h 17 min 27 s |
| Médaille de bronze | Laura Hrebec | Suisse      | 7 h 20 min 52 s |

## Tableau des médailles
| Rang  | Nation      | Or | Argent | Bronze | Total |
| ----- | ----------- | -- | ------ | ------ | ----- |
| 1     | France      | 1  | 1      | 0      | 2     |
| 2     | Royaume-Uni | 1  | 0      | 0      | 1     |
| 3     | Suède       | 0  | 1      | 0      | 1     |
| 4     | Suisse      | 0  | 1      | 0      | 1     |
| 5     | Danemark    | 0  | 0      | 1      | 1     |
| Total | Total       | 2  | 2      | 2      | 6     |